# Rhynchospora comata
Rhynchospora comata är en halvgräsart som först beskrevs av Heinrich Friedrich Link, och fick sitt nu gällande namn av Schult.. Rhynchospora comata ingår i släktet småag, och familjen halvgräs. Inga underarter finns listade i Catalogue of Life.